# Friedensbrücke (metropolitana di Vienna)
Friedensbrücke  è una stazione della linea U4 della metropolitana di Vienna situata nel 9º distretto. Fino al 3 aprile 1978 è stata il capolinea meridionale della linea U4.

## Descrizione
La stazione si trova al livello del suolo tra il Treppelweg lungo il Donaukanal e gli Spittelauer Lände.
L'uscita sul lato sud conduce, tramite una scala fissa e una scala mobile ascendente, all'edificio di ingresso in stile Otto Wagner su un piazzale verso Friedensbrücke. All'uscita nord, poco utilizzata, in direzione Gussenbauergasse, è presente un ascensore. Questo tratto è stato ristrutturato negli anni Novanta.

## Storia
La stazione, progettata da Otto Wagner per conto della Commissione dei trasporti di Vienna, fu completata nel marzo 1900 e inaugurata il 6 agosto 1901 con il nome Brigittabrücke come fermata della linea Donaukanal della Stadtbahn (ferrovia urbana) operata con treni a vapore. Fu chiusa l'8 dicembre 1918 per la carenza di carbone successiva alla prima guerra mondiale e rientrò in servizio il 20 ottobre 1925 come stazione della Stadtbahn elettrificata di Vienna.
La stazione fu rinominata Friedensbrücke il 21 settembre 1926, prima ancora del completamento dell'omonimo ponte che fu inaugurato il 3 ottobre 1926. Dal 1941 al dicembre 1945, la stazione e il ponte furono rinominati Brigittenauer Brücke.
Il binario centrale è insolitamente largo, perché fino al 1976 le linee WD e DG/GD della Stadtbahn elettrificata si diramavano qui, con la curva di collegamento che portava dalla stazione al bivio di Nussdorfer Straße sulla linea Gürtel.
Dall'8 maggio 1976, Friedensbrücke è stata, insieme a Heiligenstadt una delle due prime stazioni della metropolitana di Vienna a entrare in servizio.
Dal 7 ottobre 1989 al 4 marzo 1991 la stazione è stata servita anche dalla linea U6.

## Ingressi
- Friedensbrücke
- Gussenbauergasse